# 冰窖

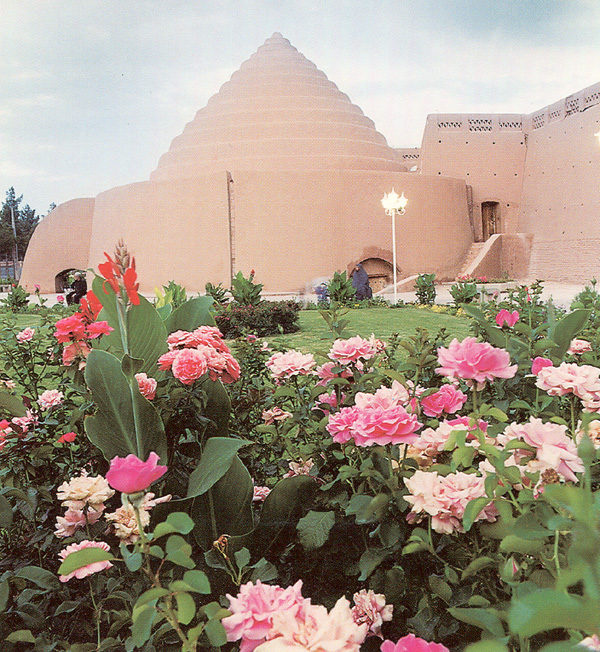
伊朗的古冰窖。

冰窖是用来长年储存冰的建筑物，在世界各地均有广泛使用，直到电冰箱发明后才被逐渐取代。冰窖常常是人工开掘的地下房间，建于淡水湖边等临近冬季自然冰的地方。

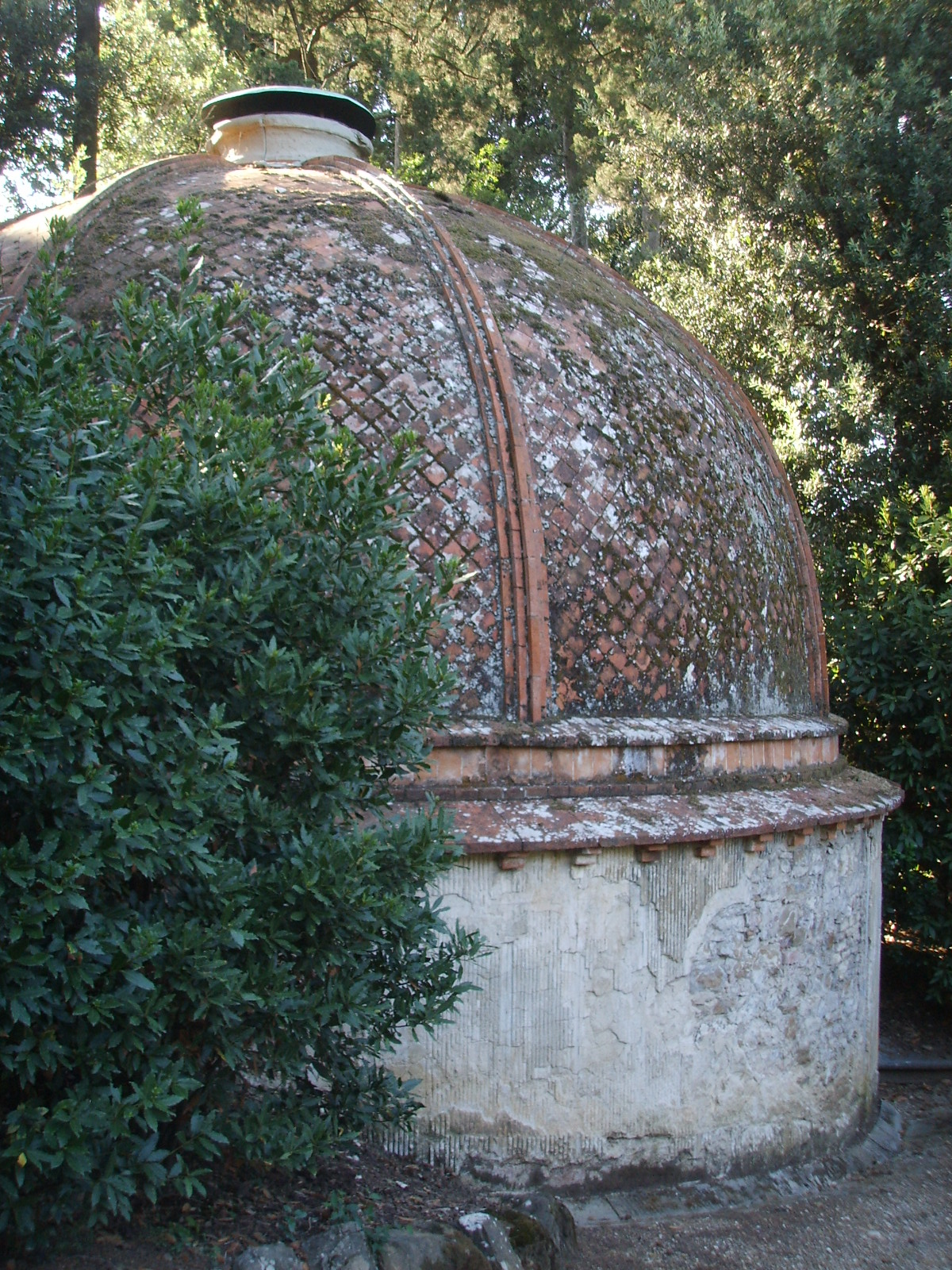
佛罗伦萨波波里花园的古冰窖。